# Oaia cu cinci picioare
Oaia cu cinci picioare (titlul original: în franceză Le Mouton à cinq pattes) este un film de comedie francez, realizat în 1954 de regizorul Henri Verneuil, protagoniști fiind actorii Fernandel, Édouard Delmont, Louis de Funès și Françoise Arnoul. 

## Conținut
Pentru a reînvia turismul local, micul oraș Trézignan decide să organizeze o mare petrecere pentru a sărbători cei 40 de ani al cvintuplului născut în trecut în sat, chiar dacă tatăl lor nu prea vrea să-i revadă. Nașul lor, doctorul Bollène, are datoria să-i găsească chiar și la capătul lumii și să-i convingă pe cei cinci frați, care au fiecare un caracter și o viață foarte deosebită, astfel încât aceștia să participe la această sărbătoare.

## Distribuție
- Fernandel – Édouard Saint-Forget / cvintuplul: Alain esteticianul, Bernard jurnalistul, Charles starețul, Désiré spălătorul de faianță, Étienne, lupul de mare
- Édouard Delmont – doctorul Marius Bollène
- Louis de Funès – M. Pilate, responsabilul pompelor funebre
- Noël Roquevert – Roland Brissard
- Françoise Arnoul – Marianne Durand-Perrin, fiica
- Georges Chamarat – domnul Durand-Perrin, tatăl
- Denise Grey – doamna Durand-Perrin, mama
- Andrex – un marinar
- Michel Ardan – un marinar
- Edmond Ardisson – brigadierul
- Jocelyne Bressy
- José Casa – jandarmul
- Jean Diéner – un cioclu
- Paulette Dubost – Solange Saint-Forget, soția lui Désiré
- Ky Duyen – un jucător chinez pe vapor
- Léopoldo Francès – metisul
- Manuel Gary – doctorul
- Micheline Gary – patroana salonului de înfrumusețare
- René Génin – primarul
- René Havard – liftierul
- Tony Jacquot – profesorul
- Alinda Kristensen
- Lolita López – Azitad
- Yette Lucas – Mariette, menajera lui Edouard
- Yannick Malloire – o fetiță
- Gil Delamare – conducătorul auto
- Franck Maurice – un consumator
- Bréols – șoferul
- Edouard Francomme – un consumator
- Albert Michel – patronul bistroului
- Dario Moreno – jucătorul american, pe vapor
- Nina Myral – Justine, bona lui "Durand-Perrin"
- Pâquerette – servitoarea preotului
- Raphaël Patorni – actorul în rolul Rodrigue
- Philippe Richard – actorul în rolul Don Gormas
- Max Desrau – noul patron al pompelor funebre
- Renée Gardès – un om de serviciu
- Georges Demas – un jurnalist
- Andrée Servilanges
- Maryse Martin – (menționată în generic, nu apare deloc în film)
- Marcel Loche – un bărbat (nemenționat)
- Jacqueline Maillan – figuranta

## Premii și nominalizări
- 1954 Leopardul de aur la Festival de la Locarno;
- 1956 Nominalizat la Oscar pentru Cel mai bun scenariu;
- 1956 Nominalizat la Festivalul Internațional de Film de la San Sebastián pentru Scoica de Aur pentru cel mai bun film.